# Monte Pedicinetto
Monte Pedicinetto è un rilievo dei monti Ernici, nel Lazio,  nella provincia di Frosinone, tra il comune di Veroli e quello di Monte San Giovanni Campano.